# Тразімунд II Сполетський
Тразімунд II або Транзамунд Il (†745), син Фароальда II, якого він у 724 році силоміць постриг у монахи, з того часу — герцог Сполетський.
Двічі позбавлявся престолу Лютпрандом, королем лангобардів.
У 737 або 738 році Тразімунд захопив фортецю Галлезе, порушивши таким чином сполучення між Римом і Равенною. Папа Григорій III запропонував плату за повернення Галлезе та укладення мирного договору за участю ще й Григорія, герцога Беневентського. Проте, король Лютпранд зневажив цей договір, який суперечив його інтересам, і напав на Тразімунда, вважаючи його зрадником. Лютпранд захопив Сполето 16 червня 739 та призначив Гільдеріка герцогом. Тразімунд утік до Рима, куди Лютпранд направив своє військо та обложив місто. Король захопив ряд папських міст, проте Григорій III відмовився видати втікача. Папа навіть звернувся за допомогою до Карла Мартела, який вирішив не втручатися у конфлікт.
У грудні 740 Тразімунд за допомогою папи та герцога Беневентського відвоював своє герцогство та убив Гільдеріка, але не повернув папі захоплені папські міста, а тому союз між ними закінчився. Лютпранд не визнав поновлення у правах Тразімунда й звернувся до наступника Григорія III папи Захарія у 742 році, пообіцявши повернути йому захоплені міста. Військо лангобардів і римлян змусило Тразімунда залишити свої володіння. Його зловили та ув'язнили до монастиря. Герцогом Сполетським став Агіпранд, небіж Лютпранда. Проте, новий герцог Беневентський Годшалк, який спадкував трон без згоди короля лангобардів, надав допомогу Тразімунду.
Після смерті Лютпранда у 744 році Тразімунд II відновив свою владу у Сполето.